# Rhamdia branneri
Rhamdia branneri es una especie de siluriforme heptatérido integrante del género de peces de agua dulce Rhamdia, cuyos miembros son denominados comúnmente bagres sapos o bagres negros. Habita en ambientes subtropicales del extremo nordeste del Cono Sur de Sudamérica.

## Taxonomía
Rhamdia branneri fue descrita originalmente en el año 1911 por el ictiólogo John Dietrich Haseman.
Localidad tipo
La localidad tipo referida es: “En un arroyo afluente del río Iguazú cerca de Serrinha, estado de Paraná, Brasil”.
Holotipo
El ejemplar holotipo designado es el catalogado como: 2851 (hoy FMNH 54235) el cual midió 103 mm de largo total. Fue capturado el 24 de diciembre de 1908.
Paratipos
El cotipo es el catalogado como: 2852, el cual midió 100 mm de largo total, y fue colectado en el mismo día y lugar que el holotipo. Otro ejemplar nombrado en la descripción es el 2853 (número de campo: 2211); colectado por John Haseman en el río Iguazú, el 30 de diciembre de 1908. Al capturarlo localmente se le informó el nombre de “bagre amarilla” en razón del tono general del espécimen.
Etimología
Etimológicamente el término genérico Rhamdia deriva de uno de los nombres comunes con los que se conoce a las especies de este género en Brasil.
El epíteto específico branneri es un epónimo que refiere al apellido de la persona a quien fue dedicada, el doctor J. C. Branner, quien amablemente ayudó al descriptor de la especie a principios de su largo viaje de colecta.
Relaciones filogenéticas
En el año 1996, A. M. C. Silfvergrip pasó a Rhamdia branneri a la sinonimia de Rhamdia quelen.
Posteriormente la especie es rehabilitada decisión que es confirmada en 2016 por los ictiólogos Júlio Cesar Garavello y Oscar Akio Shibatta.

## Distribución
Este bagre se distribuye principalmente en el sudeste del Brasil, en los estados de Paraná y Santa Catarina. También vive en aguas argentinas, en el nordeste de ese país, en el extremo norte de la región mesopotámica, en la parte septentrional de la provincia de Misiones.
Habita de manera endémica en la cuenca del río Iguazú superior. Este curso fluvial forma parte de la cuenca del río Alto Paraná, el que a su vez integra la cuenca del Plata.
Ecorregionalmente es exclusiva de la ecorregión de agua dulce Iguazú, la cual está limitada aguas abajo del río homónimo por las enormes cataratas del Iguazú las que, con sus 80 metros de altura, constituyen una pared infranqueable para la ictiofauna del río Alto Paraná (perteneciente a la ecorregión de agua dulce Paraná inferior), la cual habita hasta la base misma de las caídas.